# Лобанов-Ростовский, Фёдор Михайлович
Князь Фёдор Михайлович Лобанов-Ростовский — голова и воевода во времена правления Ивана IV Васильевича Грозного, Фёдора Ивановича и Бориса Годунова.
Из княжеского рода Лобановы-Ростовские. Старший сын князя Михаила Борисовича Лобанова-Ростовского, упомянутого в 1551 году в числе московский детей боярских. Имел братьев, князей: Даниила, Василия Большого, Михаила, Василия Меньшого, Ивана и Семёна Михайловичей.

## Биография

### Служба Ивану Грозному
В 1571 году воевода в Полоцке. В 1572-1573 годах воевода в Передовом полку под Пайдой. В 1573 году послан из Курмыша воеводой против черемис в Передовом полку. С весны 1576 года восьмой голова в Серпухове при боярине и князе Мстиславском в Большом полку. В 1577-1578 годах воевода в Большом полку в Кагуле. В 1579-1582 годах первый осадный воевода в Пернове, откуда послан первым осадным воеводою к Вологде и стоял там на Козине острове во время Третьей черемисской войны. В сентябре 1583 года первый воевода плавной рати в Казанском походе.

#### Служба Фёдору Ивановичу
В 1584-1586 годах первый воевода в Астрахани. В 1590-1595 годах первый воевода в Тобольске и указано ему отправляться в Чердынь строить новые города. В 1594 году срублен при нём вновь город Тобольск и поставлен небольшой острог на Троицком мысу вокруг посада. В 1596 году воевода "на берегу" у засеки.

##### Служба Борису Годунову
В 1597-1600 годах первый воевода в Терках.
По родословной росписи показан бездетным.

## Критика
В поколенной росписи поданной в 1682 году в Палату родословных дел для занесения в Государев родословец, князь Фёдор Михайлович Лобанов-Ростовский, вместе с братьями — не указан, хотя отец князь Михаил Борисович упомянут.